# Lieutenant Burton
Lieutenant Burton est une série de bande dessinée créée par les dessinateurs Liliane et Fred Funcken, sur des scénarios d'Yves Duval. Cette série paraît dans le Journal de Tintin, de 1962 à 1967. Elle présente les aventures d'un officier de la cavalerie américaine, dans le genre western.

## Trame
Le lieutenant Burton est officier au 7e régiment de cavalerie de l'armée américaine, après la guerre de Sécession, vers 1867-1875. De tempérament brave mais profondément honnête, il s'efforce de remplir ses obligations d'officier tout en respectant et défendant la paix avec les Indiens et la justice.

## Historique de la série
À partir de 1962, il y a dans le Journal de Tintin deux sortes de récits complets de quatre pages : les récits documentaires, qui existaient déjà, et un nouveau type de récits, laissés à l'imagination de leurs auteurs. La série Lieutenant Burton est une des premières de ce nouveau type, avec Alain Landier.
Dans ce cadre, les époux Liliane et Fred Funcken illustrent les aventures du lieutenant Burton, de 1962 à 1967, sur des scénarios d'Yves Duval, qui en signe une partie sous le pseudonyme de M. Deverchin.
Le Lieutenant Burton paraît ainsi à partir de 1962 dans le journal de Tintin, dans les éditions française et belge, en récits complets de quatre planches. Cette parution continue en se raréfiant progressivement jusqu'en 1967, année du dernier épisode, sur cinq planches.

## Public cible
Officiellement, le public cible est en France constitué des « bons lecteurs » et « à partir de 9 ans ».

## Albums
1. Le Lieutenant Burton se présente, dessins de Liliane Funcken et Fred Funcken, scénario d'Yves Duval, éditions Jonas, 1980, 64 pages.
2. Lieutenant Burton, tome 1, dessins de Liliane Funcken et Fred Funcken, scénario d'Yves Duval, éditions Hibou, collection Traits pour traits, mars 2011  (ISBN 2-87453-037-9 et 978-2874530371) ;
3. Lieutenant Burton, tome 2, dessins de Liliane et Fred Funcken, scénario d'Yves Duval, éditions Hibou, collection Traits pour traits, décembre 2011  (ISBN 2874530387 et 9782874530388) ; contient six épisodes :
  - Le lieutenant Burton fait des recrues.
  - Fais ton testament lieutenant Burton !
  - Pour l’honneur du 7ème.
  - Whisky… pour gogos.
  - Sérénade en colt majeur.
  - La désobéissance du lieutenant Burton.